# ランバクシー・ラボラトリーズ
ランバクシー・ラボラトリーズ（英称：Ranbaxy Laboratories Limited）は、インド・ハリヤーナー州グルガーオンに本社を置く製薬会社。

## 概要
1937年、シン兄弟により塩野義製薬の販売代理店として始まる。1961年に製薬会社として設立され、現在では8カ国に製造工場を有し、150カ国以上で販売されており、インド最大級の製薬会社に成長している。またジェネリック医薬品では世界トップ10に入っている。1973年に株式が公開された。

## 第一三共による経営関与と品質問題
2008年、日本の第一三共が46億米ドルで買収。第一三共はこれにより、新興国及びジェネリック市場への足掛かりを狙っていた。
しかし、以前からランバクシーの工場における衛生管理問題がFDAから指摘されており、買収発表後の9月に対米輸出停止措置がなされた。FDAとは一度和解で同意したものの、2013年に再び禁輸措置を受けている。翌2014年には禁輸対象が拡大されたほか、試験結果の改竄行為が行われていた事がFDAの報告書で明らかになった。
2014年4月、第一三共はランバクシーを同業のサンファーマと合併させることを発表した。これにより第一三共は合併後のサンファーマ株約9％を取得する。